# 克謝尼婭·卡列林娜
克謝尼婭·卡列林娜（羅馬化：Ksenia Karelina；1991年12月13日—），俄裔美国芭蕾舞者，被俄罗斯政府以叛国罪监禁。俄罗斯联邦安全局（FSB）指控卡列林娜参与“支持基輔政權的公开行动”。罪名可被判终身监禁，最终被判处12年有期徒刑。卡列林娜并未能于2024年美俄换囚行動中获释。

## 早年生活
卡列林娜出生于俄罗斯葉卡捷琳堡。卡列林娜于2012年移民美国，并于2021年成为美国公民。

## 逮捕和審判
2024年初，卡列林娜在叶卡捷琳堡被捕，并被俄罗斯政府指控叛國罪，原因是她向Razom捐款51.80美元，Razom是一家总部位于纽约向乌克兰提供人道主义援助的非营利组织。俄政府對她的审判于同年6月20日开始，她于8月7日認罪。2024年8月15日，她被叶卡捷琳堡地方法院法官安德烈·米涅耶夫判处12年监禁。次年4月10日，卡列林娜在美俄換囚行動中獲釋。